# Димитър Думбалаков
Вижте пояснителната страница за други личности с името Димитър Атанасов.
Димитър Атанасов Думбалаков е български военен, подполковник, и революционер, войвода на Върховния македоно-одрински комитет.

## Биография
Думбалаков е роден в 1872 година в лъгадинското село Сухо, тогава в Османската империя, днес Сохос, Гърция. Брат е на Трендафил и Михаил Думбалаков, а баща му и двамата му чичовци загиват в съпротивата срещу османската власт. Учи в гръцкото училище в родното си село, а в 1884 година постъпва в Солунската българска гимназия. В 1890 година завършва 5 клас и се записва във Военното училище в София, което завършва в 1893 година и постъпва на служба като офицер в 4-ти конен полк в Ямбол.
По време на Четническата акция на Македонския комитет в 1895 година Думбалаков събира пари от офицерското братство в Ямбол, закупува оръжие и сам се включва в сраженията като адютант на Трета въстаническа сярска дружина на Стойо Костов и Тома Давидов, а по-късно като войвода на чета води сражения на 19 юни при Якоруда и на 28 юни край Доспат. Заради напускането на службата и участието си във въстанието поручик Думбалаков е уволнен. В 1896 година е изпратен от офицерските братства да помогне на съученика си Гоце Делчев в купуването и пренасянето на материали и оръжие с пари отпуснати от правителството на Константин Стоилов, събрани от офицерските братства и от Щипски революционен окръг на ВМОРО.
През март 1896 година Думбалаков отново постъпва на военна служба в Лом, където заедно с Борис Сарафов е начело на офицерските братства. От 1902 година служи в Добрич, където също създава офицерски братства. След разцеплението във Върховния комитет се обявява против Борис Сарафов и временно се отказва от активна работа по македонските дела, но в 1902 година застава на страната на крилото Михайловски - Цончев и участва в подготовката на Горноджумайското въстание, избухнало на 23 септември 1902 година. На 8 октомври четата на Думбалаков се сражава в Пирин.
След въстанието влиза в контакт с ВМОРО и участва в подготовката на Илинденско-Преображенското въстание и в снабдяването с материали и оръжие.
Според брат му Михаил Димитър Думбалаков предлага на Върховния комитет да въоръжи една добре подготвена чета от 80 – 100 души, които по примера на Ботевата чета с параход да слязат в Цариград и със самоубийствената си мисия да привлекат вниманието на чуждите дипломати. Планът обаче среща твърдата съпротива на генерал Цончев и Стефан Николов.
След постигнатото споразумение между ВМОК и ВМОРО Думбалаков на 22 юли начело на чета навлиза в Македония и се среща с ръководителите на Серския революционен окръг в Банско. На окръжния конгрес е решено той да застане начело на Неврокопски район. Към него се присъединяват четите на Стоян Мълчанков, Иван Ботушанов и Михаил Чаков. Думбалаков напада казармите в Обидим и води боеве при Момина клисура, при връх Харами Бунар, река Ретиж и село Годлево. След въстанието четата на Думбалаков охранява изтеглящите се към България бежанци от Разлога.
След въстанието Думбалаков отново постъпва на военна служба в България, но след Младотурската революция в 1908 година заминава за Македония, където се занимава с публицистична дейност. В 1909 година се връща в България. В 1912 година заедно с Петър Дървингов е един от основните организатори на Македоно-одринското опълчение, в което по време на Балканската и Междусъюзническата война командва Трета Солунска дружина, която се сражава при Малгара, Шаркьой, Кешан и Булаир. Ариегардният бой на Солунската дружина при връх Емирица срещу настъпващата сръбска армия дава възможност на отстъпващите по време на Междусъюзническата война български части да излязат от обкръжение. За това сражение летописецът на Македоно-одринското опълчение Петър Дървингов пише:
| „ | Солунската дружина, достатъчно запазена поради личните качества на командира ѝ, ротмистър Атанасов Д. Думбалаков, който беше един истински водач на войници, един пламенен патриот, е на мястото си напред по склона на Емиришкия рид. Същата дружина, имайки на фланговете си по един картечен взвод и пионерска полурота, с жива стрелба, особено от картечниците, е повърнала назад и е приковала всички неприятелски частички и патрули, които бяха се насочили срещу тях. Нещо повече. Според релацията на командира на картечната рота за действията му този ден по заповед на ротмистър Атанасов единият картечен взвод се подал по-напред и преследвал с живия си огън отстъпващия неприятел... Трета Солунска дружина е имала 7 убити и 44 ранени. | “ |

Адютантът на Думбалаков в опълчението Симеон Радев пише в „Това, което видях от Балканската война“:
| „ | Аз бях видял Атанасов в бой и познавах храбростта му. Сега при гарнизонния живот, който бе настъпил за дружината, можех да видя и другите му качества на военен началник. Той бдеше над дружината като над своя челяд. Често пъти го чувах да казва: „Това са децата на България и тя нам ги е поверила.“ Той полагаше големи грижи дружината да бъде добре хранена. Еднъж, при студа, който настъпи за кратко време, хлябът закъсня. Домакинът на стола дойде да обади, че за офицерите имало. Атанасов взе ротните командири, излезе на пътя при входа на селото и заяви: „Ще стоим тук, докато пристигне хлябът за всички“... В нравствения надзор над хората си Атанасов беше безпощаден. Той принадлежеше към това поколение на млади офицери от кавалерията, добили шумна репутация като посетители на увеселителни заведения. Той казваше: „Не ми прилича да говоря за морал; но това е свещена война.“ Самият Атанасов живееше сега като монах. Постоянно с него, аз не видях никога някоя съблазън да го завладее. Познат беше като страстен любител на покера; тук той не похвана карта. През февруари пристигнаха ордените „За храброст“. Другаде в опълчението командирите ги раздадоха по избор, според това кой как се е отличил. Атанасов заяви: „В моята дружина всички се отличиха.“ Той нареди ордените да се теглят като на лотария. | “ |

След Междусъюзническата война в периода 1913 – 1915 година се занимава с публицистика. Остава известно време в новосъздадената Албания, откъдето пише за българските вестници.
След намесата на България в Първата световна война Думбалаков командва Втора дружина на Трети пехотен македонски полк на Единадесета дивизия, която се сражава с френски части във Велешко. Думбалаков е ранен на 31 октомври 1915 година и почива малко по-късно. Погребан е тържествено на 1 ноември в двора на църквата „Свети Пантелеймон“ във Велес.

## Памет
На майор Димитър Думбалаков е наречена улица в квартал „Триъгълника-Надежда“ в София (Карта).
Негов семеен архивен фонд се съхранява в Държавна агенция „Архиви“

## Родословие
|                            |                            |                            |                            |                            |                            |  |  |                                  |                                  |                                  |                                  |                                  |                                  |  |  | Мария Грацонева                 | Мария Грацонева                 | Мария Грацонева                 | Мария Грацонева                 | Мария Грацонева                 | Мария Грацонева                 |  |  | Атанас Думбалаков (1835 – 1894)    | Атанас Думбалаков (1835 – 1894)    | Атанас Думбалаков (1835 – 1894)    | Атанас Думбалаков (1835 – 1894)    | Атанас Думбалаков (1835 – 1894)    | Атанас Думбалаков (1835 – 1894)    |  |  |                   |                   |                   |                   |                   |                   |  |  |                    |                    |                    |                    |                    |                    |
|                            |                            |                            |                            |                            |                            |  |  |                                  |                                  |                                  |                                  |                                  |                                  |  |  | Мария Грацонева                 | Мария Грацонева                 | Мария Грацонева                 | Мария Грацонева                 | Мария Грацонева                 | Мария Грацонева                 |  |  | Атанас Думбалаков (1835 – 1894)    | Атанас Думбалаков (1835 – 1894)    | Атанас Думбалаков (1835 – 1894)    | Атанас Думбалаков (1835 – 1894)    | Атанас Думбалаков (1835 – 1894)    | Атанас Думбалаков (1835 – 1894)    |  |  |                   |                   |                   |                   |                   |                   |  |  |                    |                    |                    |                    |                    |                    |
|                            |                            |                            |                            |                            |                            |  |  |                                  |                                  |                                  |                                  |                                  |                                  |  |  |                                 |                                 |                                 |                                 |                                 |                                 |  |  |                                    |                                    |                                    |                                    |                                    |                                    |  |  |                   |                   |                   |                   |                   |                   |  |  |                    |                    |                    |                    |                    |                    |
|                            |                            |                            |                            |                            |                            |  |  |                                  |                                  |                                  |                                  |                                  |                                  |  |  |                                 |                                 |                                 |                                 |                                 |                                 |  |  |                                    |                                    |                                    |                                    |                                    |                                    |  |  |                   |                   |                   |                   |                   |                   |  |  |                    |                    |                    |                    |                    |                    |
| Мария Илиева (1870 – 1948) | Мария Илиева (1870 – 1948) | Мария Илиева (1870 – 1948) | Мария Илиева (1870 – 1948) | Мария Илиева (1870 – 1948) | Мария Илиева (1870 – 1948) |  |  | Димитър Думбалаков (1872 – 1915) | Димитър Думбалаков (1872 – 1915) | Димитър Думбалаков (1872 – 1915) | Димитър Думбалаков (1872 – 1915) | Димитър Думбалаков (1872 – 1915) | Димитър Думбалаков (1872 – 1915) |  |  | Михаил Думбалаков (1882 – 1959) | Михаил Думбалаков (1882 – 1959) | Михаил Думбалаков (1882 – 1959) | Михаил Думбалаков (1882 – 1959) | Михаил Думбалаков (1882 – 1959) | Михаил Думбалаков (1882 – 1959) |  |  | Трендафил Думбалаков (1889 – 1907) | Трендафил Думбалаков (1889 – 1907) | Трендафил Думбалаков (1889 – 1907) | Трендафил Думбалаков (1889 – 1907) | Трендафил Думбалаков (1889 – 1907) | Трендафил Думбалаков (1889 – 1907) |  |  | Злата Думбалакова | Злата Думбалакова | Злата Думбалакова | Злата Думбалакова | Злата Думбалакова | Злата Думбалакова |  |  | Екатерина Христова | Екатерина Христова | Екатерина Христова | Екатерина Христова | Екатерина Христова | Екатерина Христова |